# Maldonado (departman)
Departman Maldonado departman je u jugoistočnom dijelu Urugvaja. Graniči s departmanom Rocha na istoku, Lavalleja na sjeveru i sjeveroistoku,  Canelonesom na istoku. Sjedište departmana je grad Maldonado. Na jugozapadu departmana je Río de la Plata a na jugoistoku Atlantski ocean. Prema popisu stanovništva iz 2011. godine, departman ima 164.300 stanovnika.

## Stanovništvo i demografija
Prema popisu stanovništva iz 2011. godine na području departmana živi 164.300 stanovnika (80.865 muškaraca i 83.435 žena) u 110.794 kućanstava.
- Prirodna promjena: 1.150 ‰
  - Natalitet: 15,37  ‰
  - Mortalitet: 7,45 ‰
- Prosječna starost: 32.4 godina
  - Muškarci: 31,1 godina
  - Žene: 33,6 godina
- Očekivana životna dob: 77,27 godine
  - Muškarci: 73,72 godine
  - Žene: 81,01 godine
- Prosječni BDP po stanovniku: 11.245 urugvajskih pesosa mjesečno

- Izvor: Statistička baza podataka 2010.[2]

| Grad                   | Stanovništvo |
| ---------------------- | ------------ |
| Maldonado              | 62.590       |
| San Carlos             | 27.471       |
| Pinares - Las Delicias | 9.819        |
| Punta Del Este         | 9.277        |
| Piriápolis             | 8.830        |
| Cerro Pelado           | 8,177        |
| Pan de Azúcar          | 6.597        |
| San Rafael - El Placer | 3.146        |
| La Capuera             | 2.838        |
| Aiguá                  | 2.465        |
| Barrio Hipódromo       | 1.973        |
| Villa Delia            | 1.703        |
| La Sonrisa             | 1.562        |
| Balneario Buenos Aires | 1.551        |
| El Tesoro              | 1.396        |
| Playa Grande           | 1.031        |

| Naselje             | Stanovništvo |
| ------------------- | ------------ |
| Barrio Los Aromos   | 956          |
| Gregorio Aznárez    | 944          |
| Gerona              | 679          |
| Playa Hermosa       | 611          |
| Estación Las Flores | 397          |
| El Chorro           | 392          |
| La Barra            | 339          |

## Vanjske poveznice
- (šp.) Departman Maldonado - službene stranice  Arhivirana inačica izvorne stranice od 21. ožujka 2013. (Wayback Machine)